# Secugnago
Secugnago ist eine Gemeinde mit 1998 Einwohnern (Stand 31. Dezember 2023) in der Provinz Lodi in der italienischen Region Lombardei.

## Ortsteile
Im Gemeindegebiet liegen neben dem Hauptort die Wohnplätze Cascina Sant’Ignazio, Stazione und Uggeri.